# Nina Jukopila
Nina Jukopila (6. lipnja 1983.), hrvatska rukometašica, članica ŽRK Rudar Labin. Igra na poziciji vanjske igračice. U svojoj je igračkoj karijeri igrala za Brodosplit Inženjering Vranjic, RK Trešnjevka te RK Zaječar. Bivša je članica hrvatske rukometne reprezentacije. Trenutno živi u Medulinu.